# SET XV
SET XV là một loại máy bay tiêm kích phát triển ở România giữa thập niên 1930.

## Tính năng kỹ chiến thuật
Đặc điểm tổng quát
- Kíp lái: 1
- Chiều dài: 7.00 m (23 ft 0 in)
- Sải cánh: 9.40 m (30 ft 10 in)
- Chiều cao: 3.35 m (11 ft 0 in)
- Diện tích cánh: 18.7 m2 (201 ft2)
- Trọng lượng rỗng: 1.150 kg (2.535 lb)
- Trọng lượng có tải: 1.550 kg (3.420 lb)
- Powerplant: 1 × Gnome-Rhône 9Krsd, 373 kW (500 hp)

Hiệu suất bay
- Vận tốc cực đại: 264 km/h (164 mph)
- Tầm bay: 520 km (320 dặm)
- Trần bay: 9.400 m (30.800 ft)

Vũ khí trang bị
- 2 × Súng máy Vickers.303